# Hugo von Reichenbach
Heinrich Hugo Wilhelm von Reichenbach (* 18. Juli 1820 in Erfurt; † 19. April 1887 in Berlin) war ein deutscher Porträt-, Historien-, Landschafts-, Genre- und Tiermaler der Düsseldorfer Schule.

## Leben
Hugo von Reichenbach war ein Sohn des königlich preußischen Generalleutnants Philipp von Reichenbach aus dessen erster Ehe mit Henriette von Schwichow (1799–1825). Er war zunächst Topograf in der Landesaufnahme des preußischen Generalstabs. Als 20-Jähriger aus Erfurt kommend, besuchte er die Kunstakademie Düsseldorf von 1840 bis 1846. Dort  waren Theodor Hildebrandt, Rudolf Wiegmann und Wilhelm von Schadow seine Lehrer. 1843 schuf er das Gemälde Die Ermordung des Grafen Helfenstein im Bauernkriege, ein Bild, das die Weinsberger Bluttat behandelte. Auf der Berliner Akademie-Ausstellung debütierte er 1844 mit dem den Staatsstreich von Kaiserswerth aufgreifenden Historienbild Erzbischof Hanno von Cöln entführt den zwölfjährigen König Heinrich IV. bei Kaiserswerth im Jahre 1062. 1846 folgte das Bild Die beiden Frauen des Grafen von Gleichen, das die Geschichte vom Grafen von Gleichen, die Wappensage des thüringischen Adelsgeschlechts Gleichen, thematisierte.
Von 1847 bis zum 6. Mai 1848 weilte er in Rom. Er ließ sich in Berlin nieder, wo er um 1857 zwei Mal die Gelegenheit hatte, Elisabeth Ludovika von Bayern, die Königin von Preußen, zu porträtieren, einmal im Landauer von dem Berliner Schloss, ein anderes Mal vor Schloss Sanssouci, den Parkphaeton besteigend. Ohne großen Erfolg in der Porträt-, Historien- und Landschaftsmalerei wandte er sich der Pferdemalerei zu. Die Pferde studierte er im Königlichen Marstall zu Berlin und in preußischen Gestüten.
Hugo von Reichenbach war in erster Ehe verheiratet mit Anna Dorothea Charlotte Clara Püttisch (* 1833; ⚭ 4. April 1864; † 1867), in zweiter Ehe mit Emilie Maria Amalie Hankwitz (* 1840; ⚭ 21. Juli 1870; † 1916). Aus seiner ersten Ehe gingen ein Sohn und zwei Töchter hervor, aus seiner zweiten Ehe eine Tochter.